# 孤山駅 (大邱広域市)
孤山駅（コサンえき）は、大韓民国大邱広域市寿城区にある大邱交通公社2号線の駅である。駅番号は(239)。

## 駅構造
- 相対式ホーム2面2線の地下駅。

## 駅周辺
- 大邱孤山初等学校
- 佳川駅
- 孤山郵便局
- 盧辺中学校
- 盧辺初等学校
- 孤山2洞住民センター
- 大邱銀行孤山支店

## 歴史
- 2005年10月18日 - 開業。

## 利用状況
| 路線   | 利用人数 | 利用人数 | 利用人数 | 利用人数 | 利用人数 | 利用人数 | 利用人数 | 利用人数 | 利用人数 | 利用人数 |
| 路線   | 2005年   | 2006年   | 2007年   | 2008年   | 2009年   | 2010年   | 2011年   | 2012年   | 2013年   | 2014年   |
| ------ | -------- | -------- | -------- | -------- | -------- | -------- | -------- | -------- | -------- | -------- |
| ●2号線 | 2087人   | 2142人   | 2132人   | 2322人   | 2442人   | 2497人   | 2767人   | 2686人   | 2832人   | 2747人   |

## 隣の駅
大邱交通公社
●2号線
寿城アルファシティ駅 (238) - 孤山駅 (239) - 新梅駅(240)